# Arnaldo Cipolla
Arnaldo Cipolla (Como, 1877 – Roma, 23 febbraio 1938) è stato un giornalista, esploratore e scrittore italiano.
Per i suoi viaggi e spedizioni, fu soprannominato negli anni venti il "Kipling italiano".
(Arnaldo Cipolla, Sino al limite segreto del mondo, 1937)

## Biografia
Figlio di un garibaldino, fu inizialmente avviato alla carriera militare. Nel 1904, a seguito di un accordo tra il Belgio e l'Italia si recò nel Congo come volontario. Da questa esperienza nacque Dal Congo, la raccolta della corrispondenza tenuta con la famiglia. Successivamente fu assunto dal Corriere della Sera come corrispondente dall'Africa, seguendo le operazioni delle truppe italiane in Somalia e, recatosi successivamente in Etiopia, ne seguì le vicende legate alla successione al trono etiope dopo la morte di Menelik II (raccolte poi nell'opera, pubblicata per la prima volta nel 1911 e più volte ristampata, Nell'impero di Menelik). Nel 1910 venne assunto da La Stampa, occupandosi in particolare della campagna di Libia. Viaggiò e scrisse moltissimo in particolare nel periodo tra le due guerre mondiali.
Punto focale della sua attività furono anche il Medio oriente e l'Asia Minore. I suoi scritti, datati di quasi un secolo, sono stati riportati in auge dai recenti eventi legati alle crisi in Iraq e Afghanistan. L'analisi delle motivazioni economiche, di controllo coloniale del territorio e delle materie prime, le varie influenze geopolitiche, pur se contestualizzate in un nuovo assetto mondiale, rimangono tuttora interessanti.
Commentò e criticò ampiamente gli esiti della Conferenza Internazionale degli Stretti, o Conferenza di Sanremo, che si tenne, nell'omonima città, dal 19 al 26 aprile 1920, Governo Francesco Saverio Nitti e del Trattato di Sèvres dello stesso anno. In essi si definivano le aree di influenza delle nazioni vincitrici del primo conflitto e la spartizione delle colonie appartenenti agli sconfitti. In Asia l'influenza italiana si limitò all'Anatolia Meridionale, da Konya fino ad Alanya (bacino carbonifero di Adalia compreso), ma con l'esclusione di zone di interesse petrolifero, così come in Africa subsahariana.

## I romanzi coloniali
Oltre ai volumi di corrispondenze giornalistiche, Arnaldo Cipolla coltivò con interesse il genere della letteratura coloniale. Il romanzo più significativo, dallo scrittore stesso considerato come il suo capolavoro, fu Un'imperatrice d'Etiopia; l'opera è ambientata nel 1921 e, nonostante la trama presenti dimensioni fantastiche, si riferisce alle problematiche vicende della successione al trono d'Etiopia dopo la morte di Menelik II. L'opera viene portata dallo stesso autore come modello per la letteratura coloniale nell'ambito del dibattito promosso, con un vero e proprio "referendum" sull'esistenza di questo genere, dalla rivista L'azione coloniale.

## Opere
- Dal Congo, Bracciforti Editore Milano, 1907 (con Vittorio Liprandi)
- Nell'impero di Menelik, Milano, Società Editrice la Grande Attualità, 1911
- L'Eritrea economica: prima serie di conferenze tenute in Firenze sotto gli auspici della Società di studi geografici e coloniali, Istituto geografico De Agostini, Roma, 1913 (con F. Martini et al.)
- Le rocce (poemetti), Editore Vitagliano, <1920
- Dal Congo, Editore Vitagliano, <1920
- Attraverso sette popoli in guerra, Editore Vitagliano, <1920
- Memorie di un esploratore, Editore Vitagliano, <1920
- Racconti vissuti, Novelle, Editore Vitagliano, <1920
- L'Airone, Romanzo dei fiumi equatoriali, Editore Vitagliano, 1920
- La cometa sulla mummia (ripubblicato col titolo Un'imperatrice d'Etiopia), romanzo, Firenze, Bemporad, 1921
- La più soave bocca d'oriente, romanzo, Editore Vitagliano, 1922?
- Ricordi di un reporter, romanzo, Editore Vitagliano, 1922?
- Oceana. Romanzo del mare indiano, romanzo, Torino, Agenzia Giornalistico-libraria, 1923
- Al sepolcro di Cristo, pellegrinaggio in terra santa nella Pasqua del, 1923, Milano, Alpes, 1925
- Nella fiamma dell'India. Viaggio in India nell'estate 1922, Milano, Alpes, 1925
- Nell'America del nord. Impressioni di viaggio in Alaska, Stati Uniti e Canadà Torino, Paravia, 1925
- Dal grande Atlante a Babilonia. Viaggio in Marocco-Deserti Siriaci-Mesopotamia-Anatolia- Transcaucasia, Torino, Paravia, 1926
- Su gli altipiani dell'Iran, Milano, Alpes, 1926
- Montezuma contro Cristo. Viaggio al Messico, edit. Agnelli Milano, 1927
- Pagine africane di un esploratore, Milano, Alpes, 1927
- Per la Siberia in Cina e Giappone, <1928
- Il Re fanciullo, <1928
- Il Cuore dei continenti, <1928
- Racconti di deserti, di oceani e di foreste vergini, <1928
- Nell'America del nord. Impressioni di viaggio in Alaska, Stati Uniti e Cànada, Torino, Paravia, 1928
- Vecchia terra di Iberia, edizioni Paravia, Torino, 1928
- Il mio viaggio in Oceania Australia Insulindia, edit. Agnelli, Milano, 1928
- Nel Sud America. Dal Panama alle Ande degli Incas. Impressioni di viaggio in Venezuela, Colombia, Panama, Equatore, Perù, Torino, Paravia, 1929
- Nel Sud-America. Lungo il Cile luminoso, Torino, Paravia, 1929
- Sul Nilo: dal Delta alle Sorgenti, Torino, Paravia, 1930
- Nei paesi dell'oro e dei diamanti. Territorio del Tanganika, Zanzibar, Comore- Madagascar, Madera, Colonia del Capo, Transvaal, Orange, Natal, Rhodesia, Torino, Paravia, 1930
- Nella grande Asia rivoluzionaria. Quadri di vita sovietica in Russia e Siberia; Nella Cina Nazionalista. Aspetti della Nuova Cina, Torino, Paravia, 1931
- L'Abissinia in armi Firenze, Bemporad, 1935
- Asia centrale sovietica contro India, Milano, Casa Editrice Est, 1935
- Armi, terre, mari nelle lotte per gli imperi. Inchieste in Arabia, Africa Orientale, India, Frontiere Afgane, Indie Olandesi nel 1935-36, Bemporad, 1936
- Continente Nero, Vettorini, 1937
- Sino al limite segreto del mondo. Viaggi terrestri ed aerei nel vicino oriente, Iran, Afganistan, India (Per terra e per aria dall'oriente mediterraneo all'India, Firenze, Bemporad, 1937
- La mia vita meravigliosa, Roma, La Navicella, 1949 (postumo)